# Joc de llàgrimes
Joc de llàgrimes (títol original en anglès The Crying Game) és una pel·lícula popular i críticament aclamada del 1992 escrita i dirigida per Neil Jordan. La pel·lícula explora temes de raça,  gènere, nacionalitat, i sexualitat amb el teló de fons del conflicte d'Irlanda del Nord.
La pel·lícula va guanyar un Oscar al millor guió original després de ser nominada també a la millor pel·lícula, millor director i millor actor secundari (Jaye Davidson).

## Repartiment
- Stephen Rea: Fergus
- Forest Whitaker: Jody
- Miranda Richardson: Jude
- Jaye Davidson: Dil
- Adrian Dunbar: Maguire
- Breffni McKenna: Tinker
- Joe Savino: Eddie
- Birdy Sweeney: Tommy
- Andrée Bernard: Jane
- Jim Broadbent: Col
- Ralph Brown: Dave

## Premis i nominacions
D'entre tots els premis i nominacions que ha rebut la pel·lícula, els principals són:

### Premis
- 1993: Oscar al millor guió original per Neil Jordan
- 1993: BAFTA a la millor pel·lícula britànica

### Nominacions
- 1993: Oscar a la millor pel·lícula
- 1993: Oscar al millor director per Neil Jordan
- 1993: Oscar al millor actor per Stephen Rea
- 1993: Oscar al millor actor secundari per Jaye Davidson
- 1993: Oscar al millor muntatge per Kant Pan
- 1993: Globus d'Or a la millor pel·lícula dramàtica
- 1993: BAFTA a la millor pel·lícula
- 1993: BAFTA a la millor direcció per Neil Jordan
- 1993: BAFTA al millor actor per Stephen Rea
- 1993: BAFTA al millor actor secundari per Jaye Davidson
- 1993: BAFTA a la millor actriu secundària per Miranda Richardson
- 1993: BAFTA al millor guió original per Neil Jordan
- 1994: Goya a la millor pel·lícula europea

## Banda sonora
La banda sonora de la pel·lícula va ser produïda per Anne Dudley i Pet Shop Boys, i va sortir al mercat el 23 de febrer de 1993.
1. The Crying Game - interpretada per Boy George (3:22)
2. When a Man Loves a Woman - interpretada per Percy Sledge (2:51)
3. Live for Today - interpretada per Cicero/Sylvia Mason-James (4:04)
4. Let the Music Play - interpretada per Caroll Thompson (6:43)
5. White Cliffs of Dover - interpretada per The Blue Jays (2:53)
6. Live for Today (Reprise) - interpretada per Cicero/Sylvia Mason-James (2:47)
7. The Crying Game (Reprise) - interpretada per Dave Berry (2:42)
8. Stand by Your Man - interpretada per Lyle Lovett (2:44)
9. The Soldier's Wife (2:05)
10. It's in My Nature (2:25)
11. March to the Execution (1:57)
12. I'm Thinking of Your Man (1:45)
13. Dies Irae (0:52)
14. The Transformation (4:52)
15. The Assassination (4:03)
16. The Soldier's Tale (2:45)